# Mira de dioptria

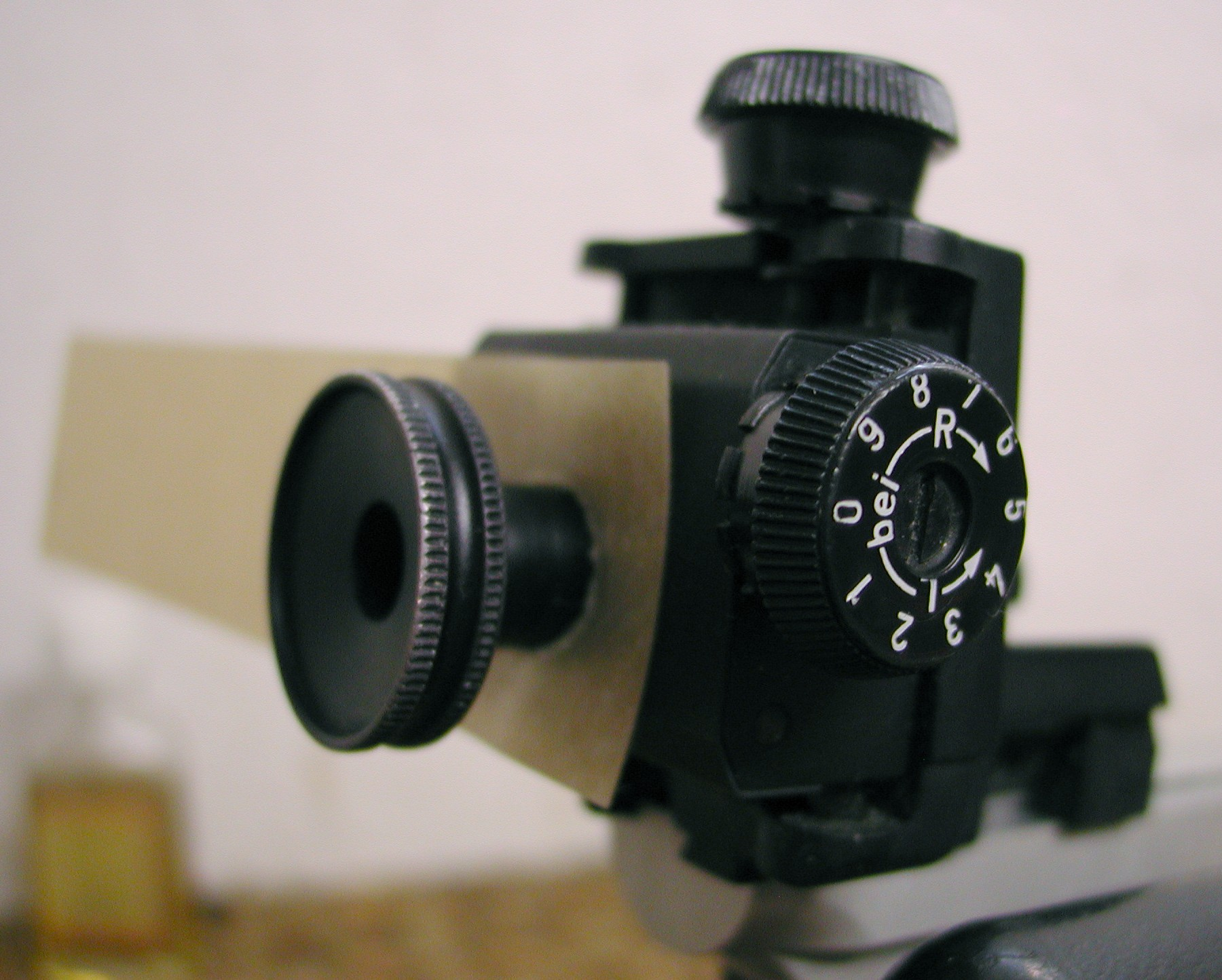
Dioptria de tiro ao alvo de um fuzil de ar de 10 metros com um oclusor semitransparente montado para o olho sem mira.

A dioptria é um componente de mira aberta usado para auxiliar a mira de dispositivos, principalmente armas de fogo, armas de pressão e bestas. É encontrado em particular como um elemento de visão traseira em fuzil.
Para obter uma linha de mira utilizável, a dioptria precisa ter um elemento de mira frontal complementar. As linhas de visada de dioptria e globo são comumente usadas em eventos de tiro de fuzil de competição ISSF.

## Alça de mira de dioptria
A dioptria é, em princípio, um oclusor ajustável vertical e horizontalmente (elevação e vento) com um pequeno orifício (abertura) e é colocada bem na frente do olho de mira do atirador. Através deste pequeno orifício, o atirador pode ver os componentes da massa de mira e o alvo pretendido. O oclusor típico usado em dioptrias de tiro ao alvo é um disco de cerca de 25mm de diâmetro com um pequeno orifício no meio.
A pequena abertura de visada de dioptria garante que o olho do atirador esteja centralizado com muita precisão e consistência atrás da mira de dioptria. A mira de dioptria é fácil de usar e geralmente permite uma mira muito precisa, porque uma linha de mira relativamente longa pode ser usada. Uma linha de mira longa ajuda a reduzir eventuais erros de ângulo e, caso a mira tenha um mecanismo de ajuste incremental, ajustará em incrementos menores quando comparada a uma linha de mira mais curta idêntica.

## Princípio

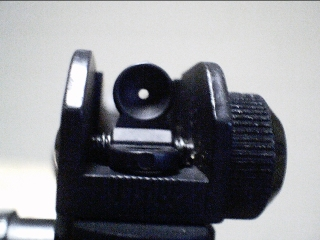
As miras civis AR-15 têm uma abertura entre 1 a 1,15mm. A abertura nas miras militares AR-15 têm uma abertura diurna de aproximadamente 1,78mm, e o M16A2 também uma configuração noturna com uma abertura maior de 5,08mm e, como tal, a mira militar não é estritamente uma mira de dioptria em nenhum dos cenários.

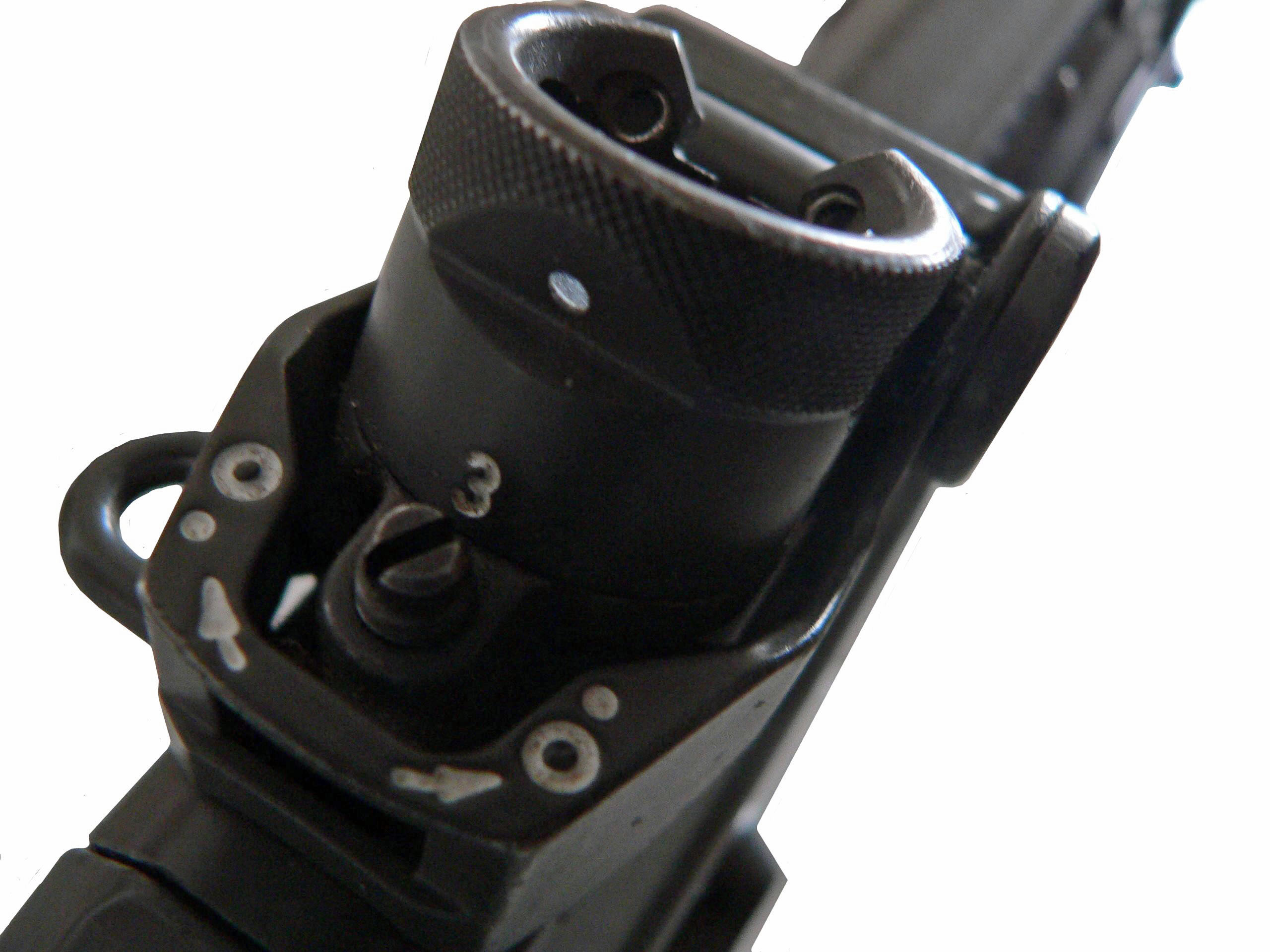
Visão traseira do tambor de dioptria rotativa de um fuzil de serviço SIG SG 550. A abertura de visada acima do "3" (indicando a configuração de 300m) pode ser vista.

O "efeito de visão de dioptria" é obtido ao olhar através de um ponto de abertura de aproximadamente 1,2mm ou menos, e acontece devido a um fenômeno óptico (efeitos de borda) que faz com que a luz que passa seja paralelizada de maneira semelhante a uma lente colimada.  Por causa desse efeito óptico, a massa de mira também parecerá mais estável, mesmo que o atirador mova a cabeça de forma que o olho de mira se mova lateralmente em relação à alça de mira. Além disso, a profundidade de campo é aumentada para que tanto a mira quanto o alvo de tiro pareçam nítidos ao mesmo tempo, o que simplifica ainda mais o processo de mira.
A distância de paralaxe de uma mira de dioptria é efetivamente ajustada para ser igual à distância de mira. Por exemplo, com uma distância de 1m entre a mira dianteira e traseira, o sistema de mira é efetivamente ajustado para paralaxe a uma distância de 1m na frente da alça de mira. No entanto, como o orifício da dioptria é pequeno, o olho de mira estará relativamente bem centralizado e o erro de paralaxe será relativamente pequeno na prática. Quase não haverá erro de paralaxe se o olho e a visão do globo frontal estiverem quase perfeitamente centrados na dioptria. Em comparação, o erro de paralaxe em miras com aberturas maiores pode aumentar rapidamente se o olho não estiver bem centrado na mira traseira. Um erro de paralaxe de apenas 1mm em 1m corresponde a uma mudança de impacto de 10cm em 100m.
Uma alça de mira com uma abertura maior que 1,2mm não é estritamente uma visão de dioptria, mas, no entanto, ainda é frequentemente (incorretamente) referido como tal. Com miras de maior abertura, o atirador deve fazer um esforço consciente para centralizar o olho na alça de mira traseira para uma mira precisa. Uma verdadeira visão de dioptria (abertura abaixo de 1,2mm), no entanto, tem a vantagem de que o atirador não precisa se concentrar no alinhamento do olho e da alça de mira para mirar com precisão e, portanto, o processo de mira é reduzido a apenas alinhar a massa de mira ao alvo.
As miras de abertura (dioptrias e não dioptrias) exigem que sejam colocadas perto do olho de mira, enquanto as miras abertas devem ser colocadas a pelo menos 30cm de distância do olho para parecer nítida.

## Configurações modernas de mira de alvo
Dioptrias típicas de tiro ao alvo moderno oferecem correção de vento e elevação em incrementos de 2 a 4mm a 100m (que é igual a 0,02 a 0,04mrad ou ≈ 0,069 a 0,172 MOA). Alguns eventos de tiro ISSF (olímpicos) requerem esse nível de precisão para ajuste de visão, uma vez que a pontuação da última série de tiros dos principais competidores é expressa em 0,1s de pontuação no anel.
As dioptrias de ponta para tiro ao alvo normalmente aceitam acessórios como:
- Protetores oculares de borracha para conter o brilho.
- Tubos antirreflexo.
- Diafragmas de íris de abertura de dioptria ajustável (normalmente oferecendo aberturas de diâmetro de 0,5 a 3 mm) para aumentar a profundidade de campo e reduzir os reflexos.
- Sistemas de filtros ópticos para aumentar a sensibilidade ao contraste para o olho de mira.
- Oclusores semitransparentes para o olho que não mira para garantir condições de visão ideais para atiradores de competição.

## Complementando o elemento de visão frontal
O elemento de massa de mira complementar pode ser um talão ou poste simples (coberto) para armas de serviço, mas é para tiro ao alvo mais frequentemente uma mira tipo globo, que consiste em um cilindro oco com uma tampa rosqueada, que permite serem usados elementos de massa de mira intercambiáveis, que são de formas diferentes. Os mais comuns são postes de larguras e alturas variadas ou anéis ou orifícios de diâmetros variados - estes podem ser escolhidos pelo atirador para o melhor ajuste ao alvo que está sendo usado. Também podem ser usados elementos de inserção de plástico transparente colorido, com um furo no meio; eles funcionam da mesma forma que um anel opaco, mas fornecem uma visão menos obstruída do alvo. Os túneis de visão frontal de alvo de ponta normalmente também aceitam acessórios como abertura ajustável e sistemas ópticos para garantir condições de visão ideais para atiradores de competição. Alguns fabricantes de linhas de mira de alto nível também oferecem massas de miras com mecanismos de abertura integrados.

## Princípio da linha de visada de dioptria e globo

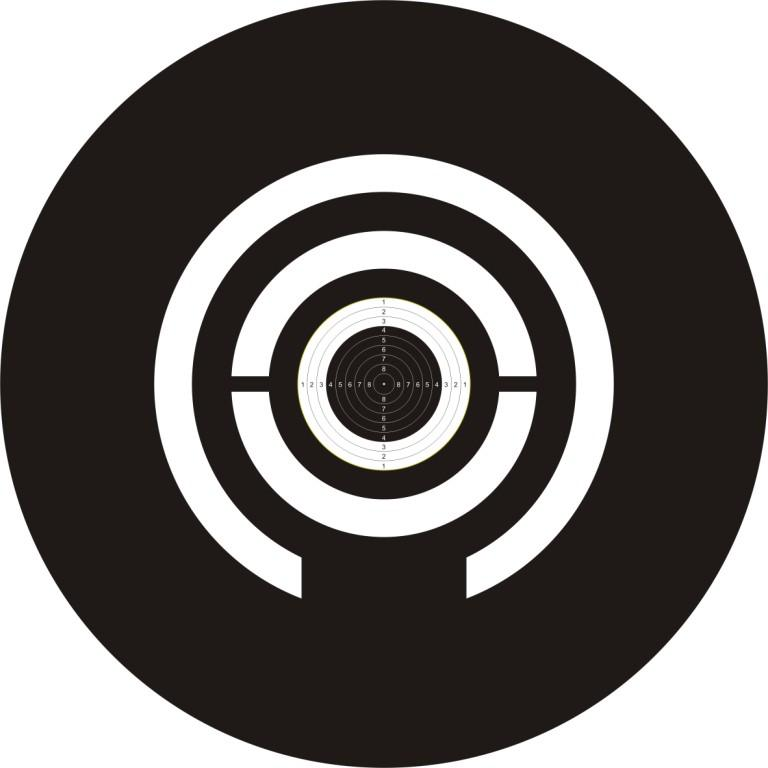
O princípio de alinhamento do círculo concêntrico é usado para apontar com precisão em alvos redondos.

O uso de elementos redondos traseiros e frontais para mirar em alvos redondos, como os usados no tiro esportivo ISSF, aproveita a habilidade natural do olho e do cérebro para alinhar facilmente círculos concêntricos (todos os círculos têm um centro comum).
Para uma pontaria e conforto ideais, o atirador deve focar o olho de mira no elemento de mira frontal. Para evitar a fadiga ocular e melhorar o equilíbrio, o olho que não mira deve ser mantido aberto. O olho que não mira pode ser impedido de ver distrações montando um oclusor semitransparente na dioptria.
Para precisão máxima, ainda deve haver uma área significativa de branco visível ao redor do alvo e entre o anel de mira frontal e traseiro (se um anel frontal estiver sendo usado). Como a melhor chave para determinar o centro é a quantidade de luz que passa pelas aberturas, um anel de luz estreito e escuro pode ser mais difícil de trabalhar do que um anel maior e mais brilhante.
Os tamanhos precisos dos componentes empregados são bastante subjetivos e dependem da preferência do atirador e da iluminação ambiente, razão pela qual os fuzis de tiro ao alvo vêm com inserções de massa de mira facilmente substituíveis e mecanismos de abertura ajustáveis.

## Galeria

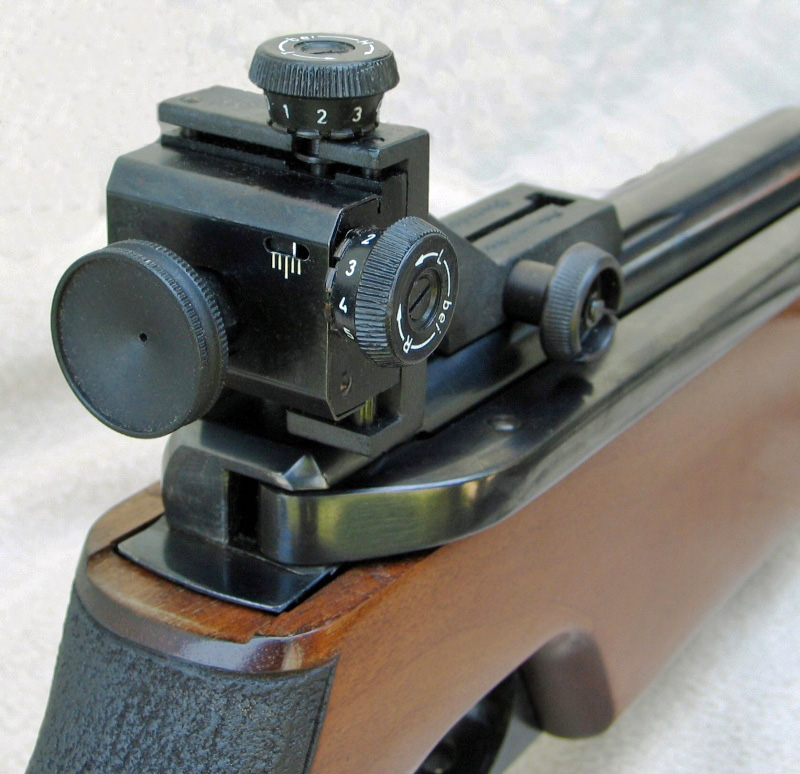
Alça de mira de dioptria em um fuzil de ar de alvo de 10 metros Feinwerkbau 300S.
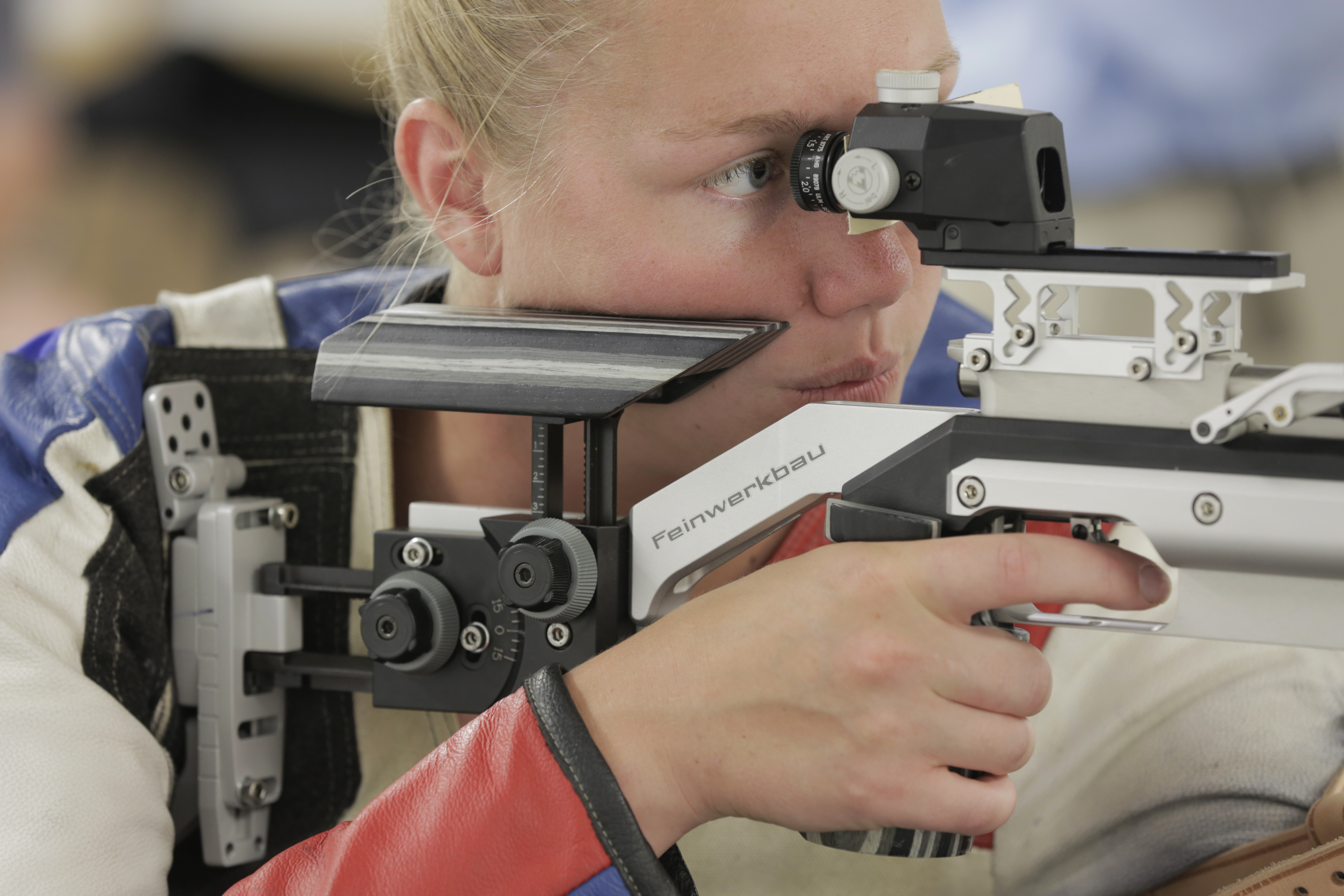
Um sistema de abertura ajustável (0,5 a 3,0mm) e oclusor montado em uma dioptria em fuzil de ar de 10 metros.
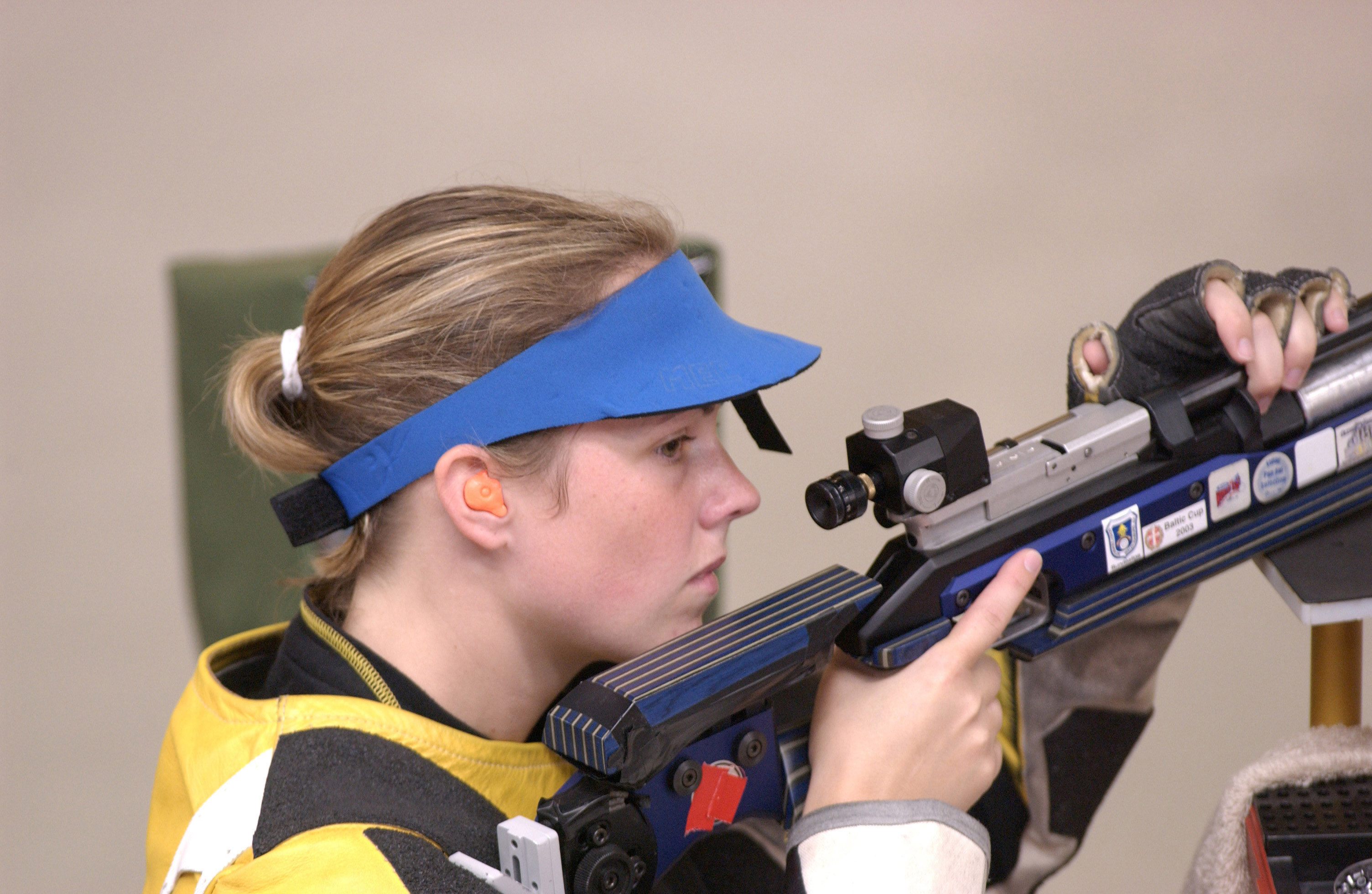
Uma abertura de dioptria ajustável e um sistema de filtro óptico usado no fuzil de ar de 10 metros pela competidora olímpica Hattie Johnson.
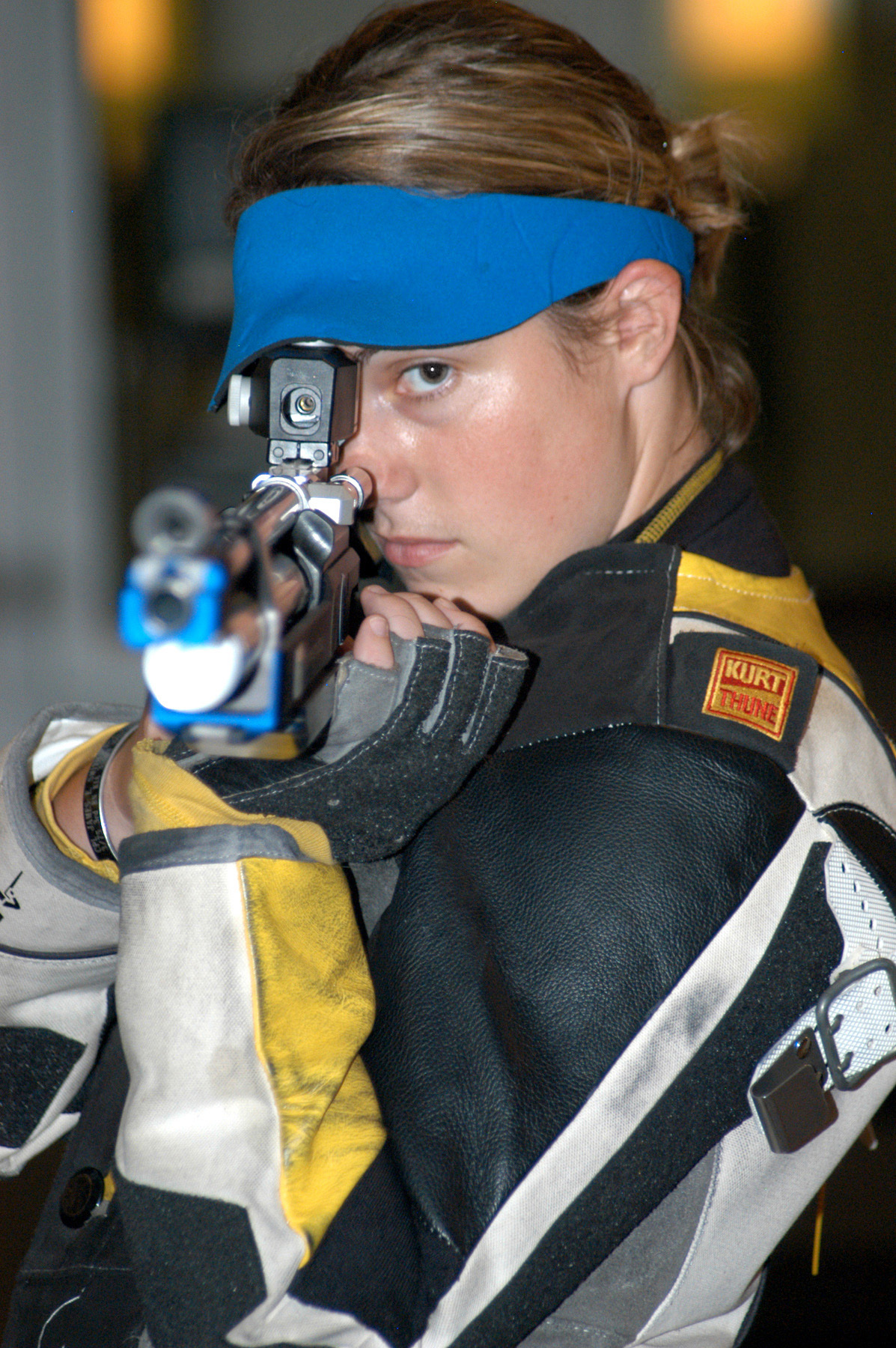
Mirando através de uma dioptria e linha de visão do globo.
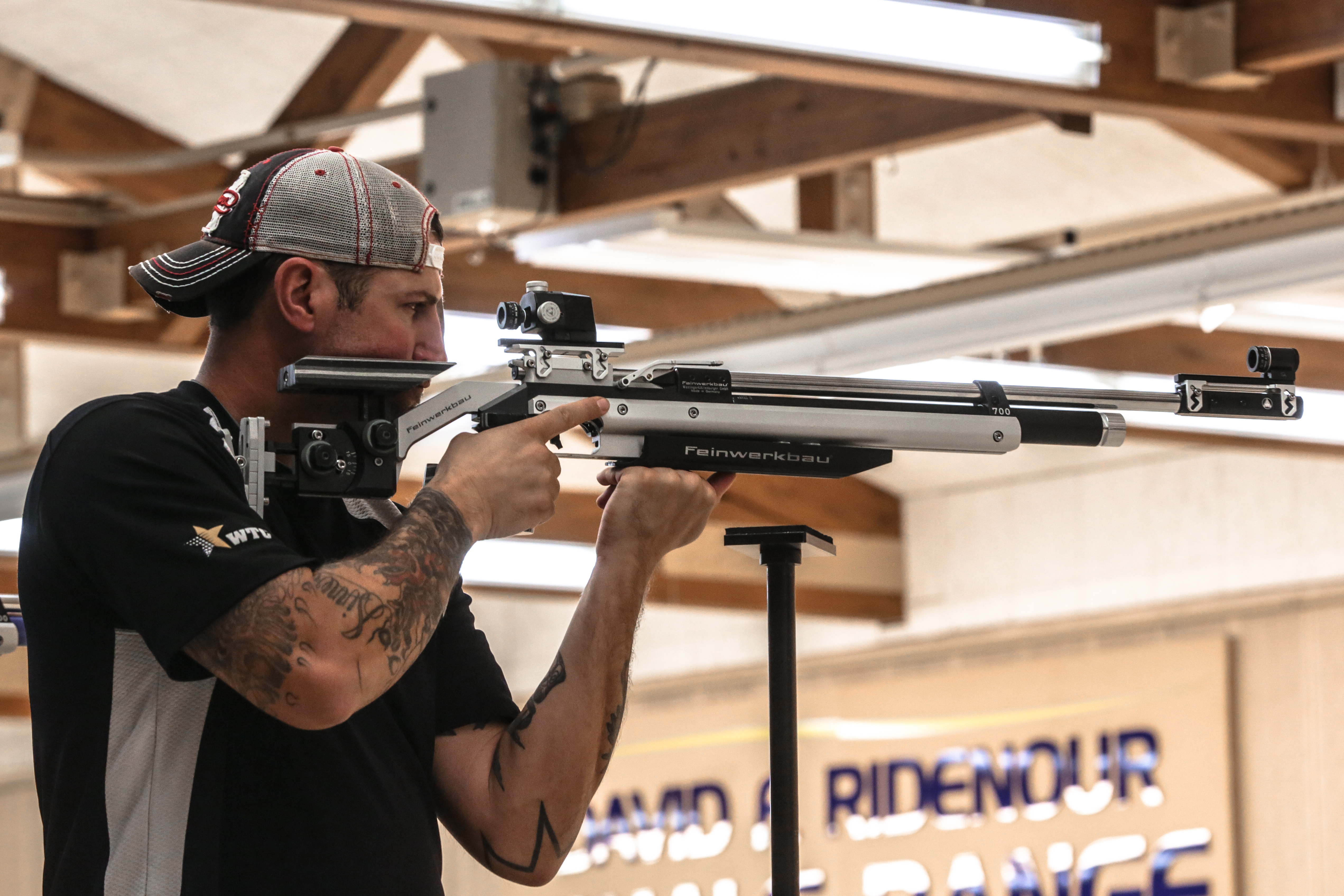
Competidor mirando através de uma dioptria e linha de mira do globo em um fuzil de ar alvo Feinwerkbau P700 PCP nos Warrior Games de 2014.
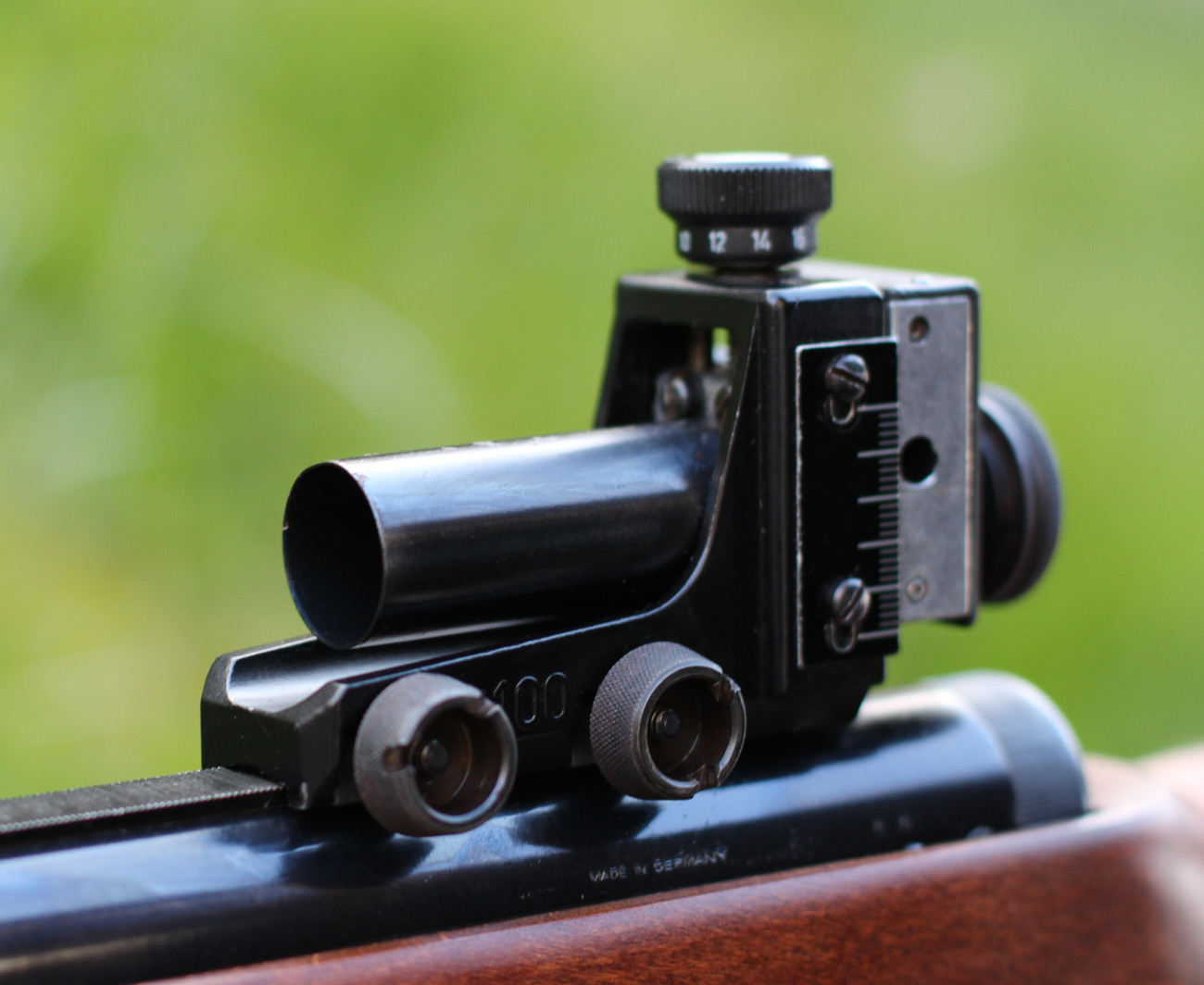
Dioptria Diana com tubo antirreflexo.
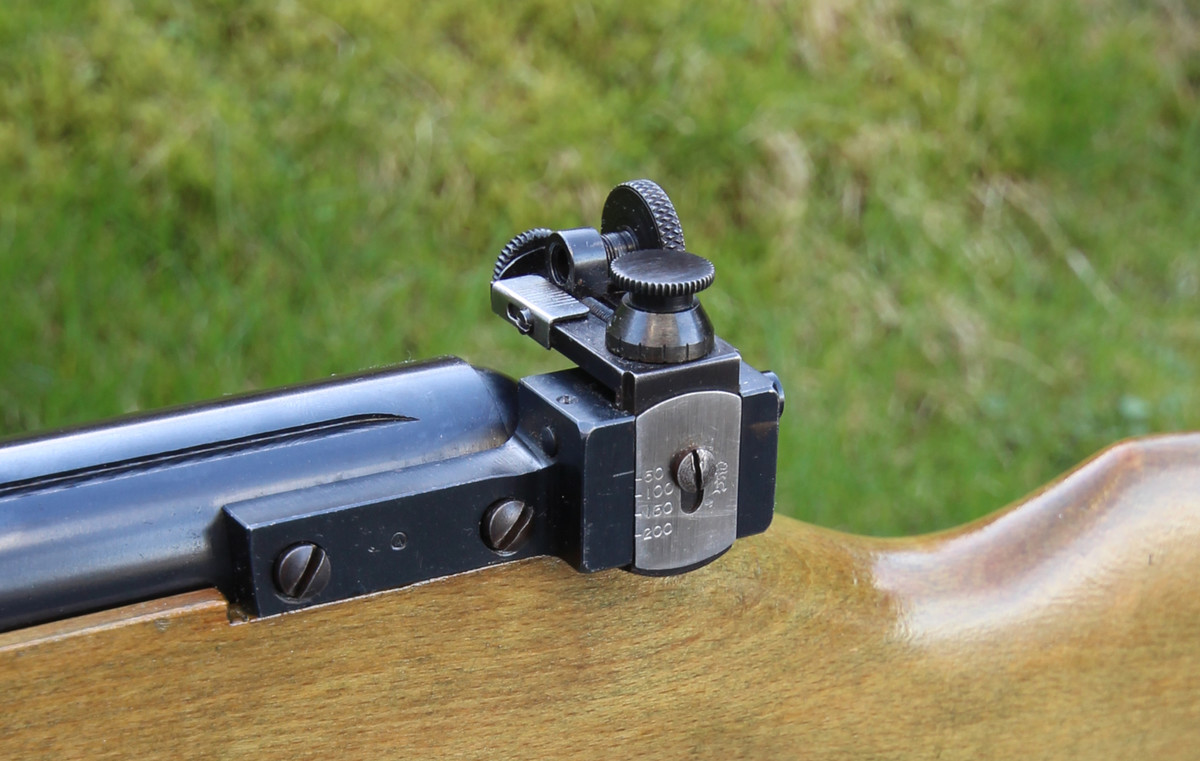
Dioptria Kongsberg Arms Factory M-51.
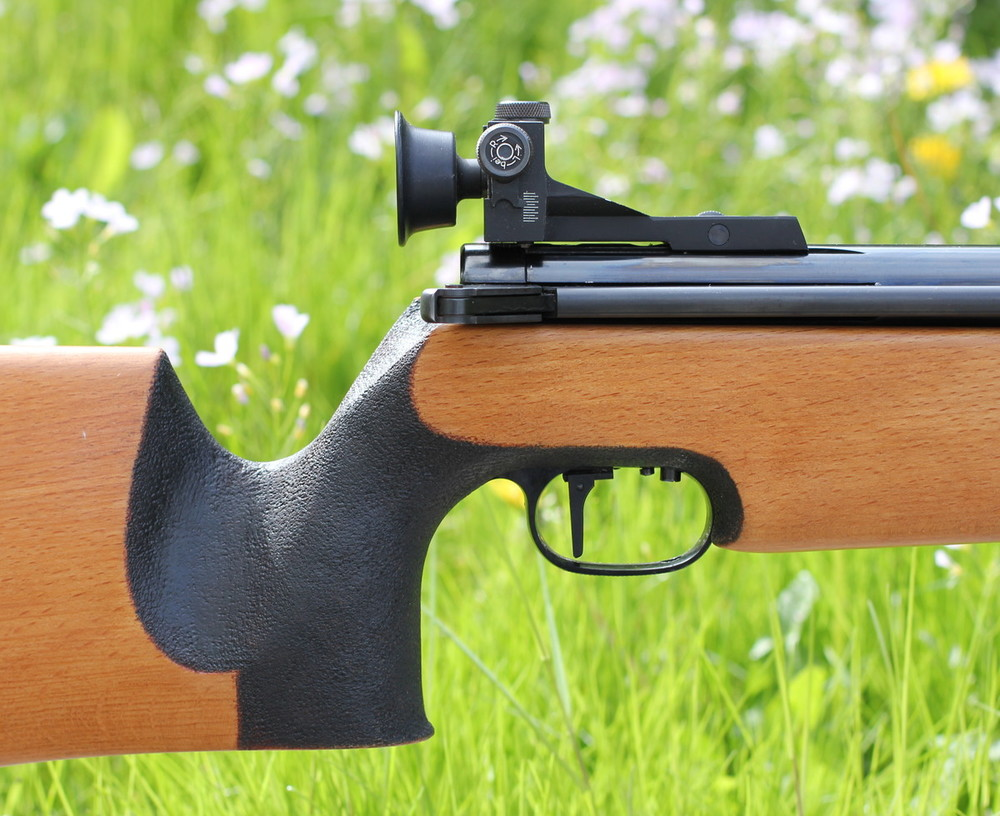
Mira de dioptria Walther com proteção ocular de borracha montada para conter o brilho.
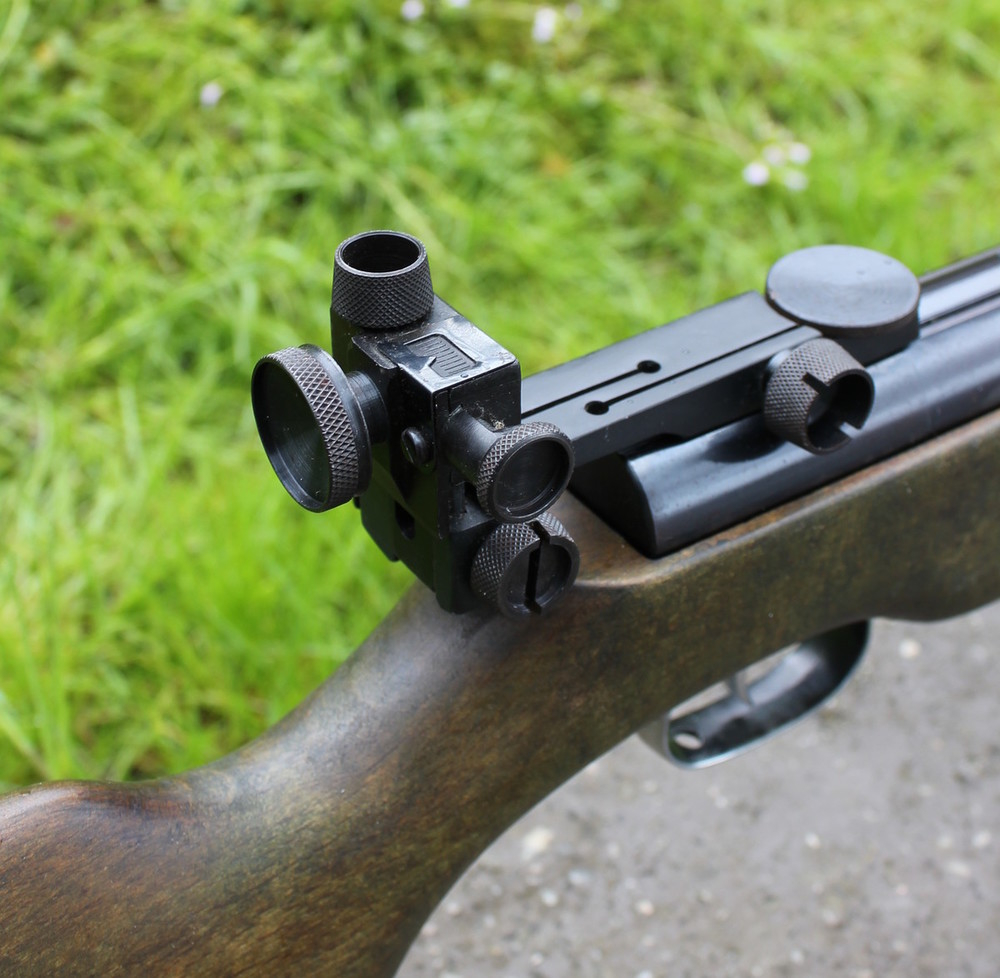
Mira de dioptria Weihrauch.